# 泉重千代
泉重千代（日语：／ Izumi Shigecho），日本长寿男性，奄美諸島出身，曾被健力士世界紀錄认定为世界上最年长的人。如果他的出生日期无误，去世时他的年龄为120岁237天，是人類史上最长寿的男人，也是仅次于讓娜·卡爾芒的最长寿的人。

## 生平
泉重千代1865年（慶應元年）6月29日（一說1865年8月20日）生於江戶幕府薩摩藩奄美群島德之島間切島尻（今日本鹿儿岛县大岛郡伊仙町）。1871年，日本明治政府進行人口普查時，泉重千代以6歲登錄於戶籍紀錄中。若這種說法可靠，泉重千代應當出生於1865年。1872年到鄉下和祖父生活，聲稱在七歲時開始從事農業，一直工作到1970年為止。泉的妻子在90歲時去世。他把自己的长寿比擬成太陽、神和釋迦牟尼。

## 長壽紀錄
1974年3月9日，英國的男性超級人瑞兼世界上最年長男性弗雷德里克·巴特菲尔德去世後，泉重千代繼位成為世界上最年长男性。1976年11月16日，更成為日本和世界最年长者。在1979年出版的1980年版健力士世界紀錄將他列為「世界史上最年長者」（直到在1995年10月17日被雅娜·卡尔曼特以120歲238天超越）。1983年9月26日，以118歲89天超越了據說活到118歲88天的小林康（1846年3月2日－1964年5月29日）的紀錄，據說創造了日本史上最長壽的新紀錄。1986年2月21日因肺炎逝世（那天剛好是雅娜·卡尔曼特111歲大壽的時候），不过，关于他的年龄也有一些争议。在他去世后，有机构的调查认为他去世时只有105歲（生於1880年6月29日），而不是120歲。現時，無論是日本史上及世界史上，最年長無争议的男性均是木村次郎右衛門（也來自日本，1897年4月19日－2013年6月12日），116歲54天。他去世後，德國裔美國人奧古斯塔·霍爾茨成為「當世最年長者」。

## 吉尼斯世界紀錄的確認和取消
2007年，泉重千代被吉尼斯世界纪录認定為世界最長壽男性，其登錄的年齡為120歲。但由於其出生證明存在爭議，2009年版的吉尼斯世界紀錄註釋稱其年齡存在疑問。2011年版的世界紀錄認為他的真實年齡可能為105歲；之所以會有120歲的錯誤，可能是由於與其兄長戶籍混淆所致。因此在2010年9月14日，泉重千代在世界紀錄中被除名。